# Rooibos
Rooibos (pronunție anglicizată: /ˈrɔɪbɒs/ / Roy-bos; pronunție afrikaans: rɔːibɔs, cu sensul de "tufiș roșu"; denumire științifică; Aspalathus linearis) este o plantă  din familia Fabaceae (a leguminoaselor) care crește în Fynbos-urile din Africa de Sud.
Frunzele sunt folosite pentru a face un ceai denumit rooibos (în special în Africa de Sud), sau, uneori, redbush tea (mai ales în Anglia). Ceaiul a fost popular în Africa de Sud de-a lungul mai multor generații și  este consumat în prezent în mai multe țări. Uneori este denumit rooibosch conform etimologiei neerlandeze vechi.

## Producție și prelucrare

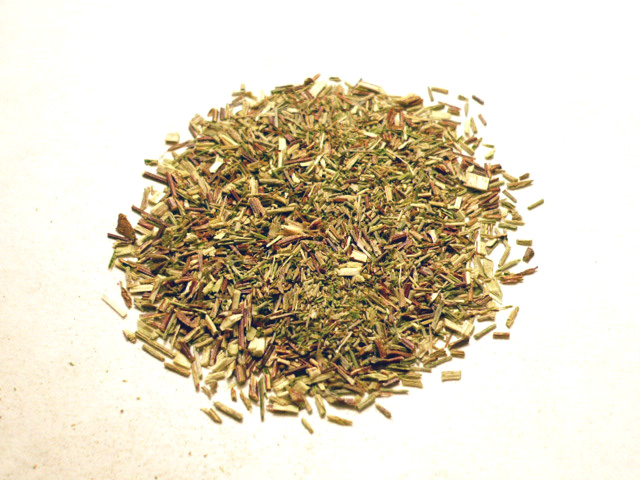
Ceai verde rooibos

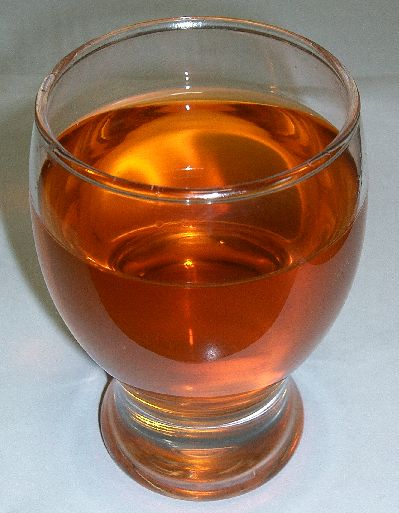
Ceai rooibos într-un pahar

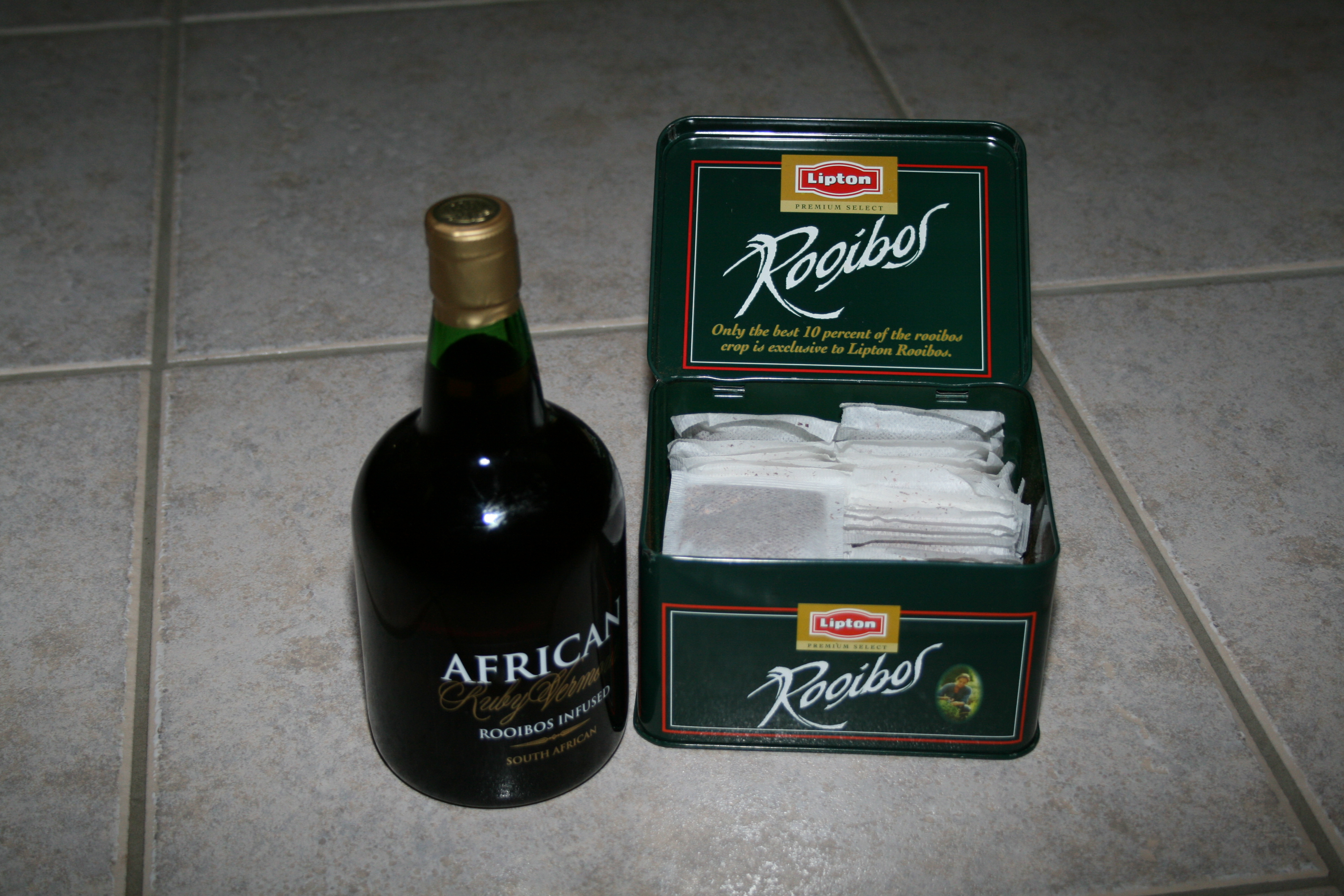
Lichior cu infuzie rooibos și ceai rooibos

Rooibos crește de obicei în Cederberg, o mică zonă muntoasă din provincia sud-africană Western Cape.
În general, frunzele sunt oxidate (sau " fermentate" - denumire comună în terminologia prelucrării ceaiului). Acest proces duce la obținerea culorii distinctive roșu-brun a ceaiului Rooibos și-i îmbunătățește aroma. Neoxidat se produce ceaiul verde Rooibos, dar procesul de producție este mai scump (similar cu metoda prin care ceaiul verde este produs) decât ceaiurile Rooibos tradiționale. Cel verde are un gust de malț și este ușor ierbos oarecum diferit de omologul său roșu.

## Utilizare
În Africa de Sud, se prepară ceaiul rooibos în același mod ca și ceaiul negru la care se adaugă lapte și zahăr după gust. Alte metode includ o felie de lămâie și miere în loc de zahăr pentru a-l îndulci.
Mai multe cafenele din Africa de Sud au început recent să vândă espresso roșu care conține concentrat de Rooibos și care este servit și arată ca un espresso obișnuit.
Ceaiul rece preparat din rooibos a fost recent introdus în Africa de Sud, Australia și Statele Unite ale Americii. O variantă a băuturii London Fog, cunoscută sub denumirea Cape Town Fog, este fabricată pe bază de rooibos cufundat în lapte fiert cu sirop de vanilie.
Mai nou se folosește și în loc de tutun în anumite țigări.

## Compoziție chimică
Frunzele proaspete de rooibos au un conținut ridicat de acid ascorbic.
Ceaiul de rooibos devine din ce în ce mai popular în țările occidentale cel mai probabil din cauza faptului că nu conține cofeină și concentrației scăzute de tanin în comparație cu ceaiul negru sau ceaiul verde. Rooibos contine polifenol, inclusiv flavanol, flavone, flavanone și dihidrocalcone.
Frunzele procesate și tulpinile conțin acid benzoic și acid cinamic precum și nothofagin.

## Istorie
De-a lungul secolelor 17 și 18, călătorii și botaniștii europeni care au vizitat regiunea Cederberg din Africa de Sud au făcut referiri cu privire la abundența unei "plante bune" în scopuri curative. În 1772, naturalistul suedez Carl Thunberg a remarcat că "oamenii de la țară prepară ceai" dintr-o plantă pe care o numesc rooibos sau redbush.
Tradițional, localnicii se urcau în munți unde tăiau frunzele fine sub formă de ac ale plantei sălbatice Rooibos. Acestea erau apoi împachetate în saci și cărate de-a lungul pantelor abrupte pe spatele măgarilor. Frunzele erau tăiate cu topoare și zdrobite cu ciocane înainte de a fi lăsate să se usuce la soare.
Coloniștii olandezi de la Cape au început să bea ceai Rooibos ca o alternativă a ceaiului negru, care era o marfă scumpă pentru coloniștii care se bazau pe navele de aprovizionare care soseau din Europa.

## Legături externe
- Ana Trifan - Un adevărat medicament: ceaiul rooibos Arhivat în 29 aprilie 2015, la Wayback Machine., taifasuri.ro
- Madalina Racorean-  Ceaiul Rooibos - excelent pentru cura de slăbire, 21 mai 2013, unica.ro